# Kaspar Friedrich Nachtenhöfer
Kaspar Friedrich Nachtenhöfer (* 5. März 1624 in Halle (Saale); † 23. November 1685 in Coburg) war evangelisch-lutherischer Pfarrer und Kirchenlieddichter.

## Leben
Nachtenhöfer wurde als Sohn eines Pfarrers geboren. Er besuchte Gymnasien in Halle/Saale, Zeitz, Altenburg und Coburg. 1647 ging er an die Universität in Leipzig, wo er 1651 Magister wurde. Auf die Empfehlung seines väterlichen Freundes Tobias Seifart, der bis 1644 sein Rektor in Altenburg gewesen war und später als Generalsuperintendent in Coburg wirkte, nahm ihn der Kanzler August Carpzov als Erzieher seiner Kinder an.
Nur wenige Monate verblieb er jedoch in dieser Stellung, um noch 1651 einem Ruf als Diakons zu Meeder nordwestlich von Coburg zu folgen, wo er dann vier Jahre später Pfarrer wurde. Nach 20 Jahren ging er nach Coburg zurück und war dort Pfarrer und Diakon an der St.-Moriz-Kirche.
Viermal verheiratet, hatte Nachtenhöfer viele Heimsuchungen durch den Tod naher Verwandter zu erleiden. Als Schriftsteller war er bis in seine späteren Jahre tätig, neben seinen noch heute gesungenen Kirchenliedern sind auch Predigten und meist lateinische Gelegenheitsgedichte sowie einige geschichtliche und theologische Werke erhalten.

## Werk
Seine Kirchenlieder sind fester Bestandteil der evangelischen Kirchengesangbücher. Bekannt sind u. a. die beiden Weihnachtslieder Dies ist die Nacht, da mir erschienen (EG 40) und Kommst du nun, Jesu, vom Himmel hernieder auf Erden, sowie das Pfingstlied Sei tausendmal willkommen.